# Friedensreich Hundertwasser
Friedrich Stowasser (Viena, 16 de dezembro de 1928 — a bordo do RMS Queen Elizabeth 2, no oceano Pacífico, próximo da Nova Zelândia, 19 de fevereiro de 2000) foi um artista austríaco de muitos talentos.
Friedrich Stowasser, mais conhecido pelo nome de Friedensreich Hundertwasser (numa criação sua se autodenomina "Friedensreich Regentag Dunkelbunt Hundertwasser") é um dos netos do filósofo Joseph Maria Stowasser. Suas áreas de conhecimento foram a pintura e a arquitetura, sendo de grande influência na arquitetura orgânica moderna, na qual substituiu a monotonia com variedade, e o sistema de grade com as irregularidades orgânicas e não-regulamentadas.

## Arte e Arquitetura
Hundertwasser começou seu envolvimento com manifestos, ensaios e manifestações, que depois foram seguidos por modelos de arquitetura. Em 1972, por exemplo, escreveu o manifesto “Your window right – Your tree duty”, ou “O Teu Direito à Janela – O Teu Dever de Árvore”, em português, no qual problematiza a poluição do ar e a baixa arborização nas cidades: 
Nós nos sufocamos em nossas cidades porque o ar é bastante poluído, e não há oxigênio o bastante. A vegetação que nos dá respiração e vida - nós a matamos. Nossa vida se torna indigna de seres humanos. Passamos por fachadas de prédios cinzas e estéreis e não percebemos que nossas casas são celas de prisão. Para sobreviver, cada um de nós tem de agir. Você deve ser, você mesmo, o autor do seu ambiente.
No ano seguinte, na Trienal de Milão de 1973, Hundertwasser realizou o trabalho “Tree Tenant” (ou Árvore Locatária, em português), com “o posicionamento de 16 árvores transplantadas em janelas e varandas de um prédio no meio da cidade. Na proposta do artista, árvores passavam, assim, a habitar o prédio”. A partir dos anos 1980, elaborou projetos arquitetônicos que implementam arborização do telhado, com inspiração no direito à janela e preferência por formas arquitetônicas como as casas eye-slit, high-rise meadow, a casa em espiral ou a casa do poço.

## Filmes documentários
- Ferry Radax : Hundertwasser - Leben in Spiralen (Hundertwasser - vida em espirais, 1966). Ferry Radax primeiro documentário sobre seu conterrâneo.
- Ferry Radax: Hundertwasser em Neuseeland (Hundertwasser na Nova Zelândia, 1998). Após 30 anos, Ferry Radax fez um segundo retrato do artista.
- Peter Schamoni : Hundertwasser Regentag (Hundertwasser Rainy Day, 1972). Um documentário alemão premiado sobre o artista reconstruindo um velho navio de madeira chamado Regentag (Rainy Day).

## Literatura

### Catálogo raisonné
- Hundertwasser, Vollständiger Oeuvre-Katalog publiziert aus Anlass der 100. Ausstellung der Kestner-Gesellschaft, Text by Wieland Schmied (ed.), with 100 coloured reproductions. Kestner-Gesellschaft Hannover, Hanover, 1964
- David Kung (ed.), The Woodcut Works of Hundertwasser 1960–1975, Glarus: Gruener Janura AG, 1977
- Walter Koschatzky, Friedensreich Hundertwasser. The complete graphic work 1951–1986. New York: Rizzoli International Publications, 1986.
- Hundertwasser 1928–2000. Catalogue raisonné. Vol. I: Wieland Schmied: Personality, Life, Work. Vol. II: Andrea Fürst: Catalogue raisonné. Cologne: Taschen, 2000/2002
- Hundertwasser Graphic Works 1994–2000, Vienna: Museums Betriebs Gesellschaft, 2001

### Monografias
- Werner Hofmann, Hundertwasser, Salzburg: Verlag Galerie Welz, 1965 (German and English editions)
- Francois Mathey, Hundertwasser, Naefels: Bonfini Press Corporation, 1985
- Harry Rand, Hundertwasser, Cologne: Taschen, 1991 (reprint 2018)
- Pierre Restany, Hundertwasser. The Power of Art - The Painter-King with the Five Skins, Cologne: Taschen, 1998
- Hundertwasser 1928–2000, Catalogue Raisonné, Vol. 1 by Wieland Schmied: Personality, Life, Work, Vol. 2 by Andrea Christa Fürst: Catalogue Raisonné, Cologne: Taschen, 2000/2002
- Pierre Restany, Hundertwasser, New York: Parkstone, 2008

### Monografias arquitetônicas
- Robert Schediwy, Hundertwassers Häuser. Dokumente einer Kontroverse über zeitgemäße Architektur. Vienna: Edition Tusch, 1999, ISBN 3-85063-215-6.
- Hundertwasser Architecture, For a more human architecture in harmony with nature, Cologne: Taschen, 1997 (reprint 2018)

## Exposições
- Hundertwasser Malerei, Art Club, Viena, 1952
- Studio Paul Facchetti, Paris, 1954
- Galerie H. Kamer, Paris, 1957
- Rétrospective Hundertwasser 1950-1960, Galerie Raymond Cordier, Paris, 1960
- Galeria de Tóquio, Tóquio, 1961
- Hundertwasser ist ein Geschenk für Deutschland, Galerie Änne Abels, Colônia, 1963
- Exposição itinerante 1964/65, Hundertwasser: Kestner-Gesellschaft, Hanover; Kunsthalle Bern; Karl-Ernst-Osthaus-Museum, Hagen; Museu Stedelijk, Amsterdã; Moderna Museet, Estocolmo; Museum des 20. Jahrhunderts, Viena
- Exposição Itinerante 1968/69: EUA, Hundertwasser; University Art Museum, Berkeley; Museu de Arte de Santa Bárbara, Santa Bárbara; O Museu de Belas Artes de Houston; The Arts Club of Chicago; The Galerie St. Etienne, Nova York; The Phillips Collection, Washington DC
- Galerie Brockstedt, Hamburgo, 1968/1969
- Aberbach Fine Art, Nova York, 1973
- Exposição Itinerante 1973/74, Hundertwasser 1973 Nova Zelândia, Galeria de Arte da Cidade de Auckland, Auckland; Govett-Brewster Art Gallery, New Plymouth; A Academia de Belas Artes da Nova Zelândia, Wellington; Galeria de arte da cidade, Christchurch; Galeria de arte da cidade, Dunedin
- Exposição Itinerante, Hundertwasser 1974 Austrália, Galeria Nacional de Victoria, Melbourne; Albert Hall, Canberra; Opera, Sydney
- Stowasser 1943 bis Hundertwasser 1974, Albertina, Viena, 1974
- Haus der Kunst, Munique, 1975
- Áustria apresenta Hundertwasser aos continentes. A World Travelling Museum Exhibition ocorreu em 43 museus em 27 países de 1975 a 1983.
- Hundertwasser. Das gesamte graphische Werk, Tapisserien, Mönchehaus-Museum für Moderne Kunst, Goslar, Alemanha, 1978
- Hundertwasser Tapisserien, Österreichisches Museum für angewandte Kunst, Viena, 1979
- Exposição itinerante 1979–1981, Hundertwasser Is Painting, Aberbach Fine Art, Nova York; Galeria de Tóquio, Tóquio; Galerie Brockstedt, Hamburgo; Hammerlunds Kunsthandel; Galerie Würthle, Viena
- Hundertwasser - Sérigraphies, eaux fortes, gravures sur bois japonaises, litografias, Artcurial, Paris, 1980
- Hundertwasser - Peintures Récentes, Artcurial, Paris, 1982
- Pinturas de Hundertwasser, Aberbach Fine Art, Nova York, 1983
- Hundertwasser - Kunst und Umwelt, Mönchehaus-Museum für Moderne Kunst, Goslar, Alemanha, 1984
- Hundertwasser à Tahiti - Gravure, Musée Gauguin, Tahiti, 1985/1986
- Hundertwasser - Aus dem graphischen Werk, BAWAG Foundation, Viena, 1986
- Exposição itinerante 1989: Japão, Hundertwasser; Tokyo Metropolitan Teien Art Museum, Tóquio; Museu de Arte da Cidade de Iwaki, Fukushima; Ohara Museum of Art, Okayama
- Friedensreich Hundertwasser - Originale, Objekte, Gobelins, Graphiken, Galerie am Lindenplatz, Schaan, Liechtenstein, 1993
- Hundertwasser - Obras importantes, Landau Fine Art, Montreal, 1994/1995
- Friedensreich Hundertwasser - Die Waagerechte gehört der Natur, Mönchehaus-Museum für Moderne Kunst, Goslar, Alemanha, 1997
- Hundertwasser Retrospektive, Institut Mathildenhöhe, Darmstadt, Alemanha, 1998
- Exposição itinerante 1998/99: Japão, Hundertwasser; Museu de Arte Isetan, Tóquio; Museu “EKi”, Kyoto; Museu de Arte da Cidade de Sakura, Chiba
- Exposição itinerante 1999: Japão, Arquitetura Hundertwasser - Por uma Arquitetura Mais Humana em Harmonia com a Natureza, Museu de Arte da Cidade de Takamatsu, Takamatsu; Museu de Arte da Cidade de Nagoya, Nagoya; Museu de Arte Moderna da Prefeitura de Hyogo, Kobe; O Museu de Arte Moderna, Saitama
- Hundertwasser - Peintures Parcours Rétrospectif, Galerie Patrice Trigano, Paris, 1999/2000
- Hundertwasser Gedächtnisausstellung, Neue Galerie der Stadt Linz, Áustria, 2000
- Hundertwasser 1928–2000, Russeck Gallery, Palm Beach, 2000
- Hundertwasser-Architektur - Von der Utopie zur Realität, KunstHausWien, Viena, 2000/2001
- Hommage à Hundertwasser 1928–2000, Musée des Beaux-Arts et de la Dentelle, Alençon, França, 2001
- Hundertwasser. Kunst - Mensch - Natur, Minoritenkloster, Tulln e Egon Schiele-Museum, Tulln, Baixa Áustria, 2004
- Hundertwasser. Fantastische Architectuur, Kunsthal Rotterdam, 2004
- Exposição itinerante 2005/06: Alemanha, Friedensreich Hundertwasser - Ein Sonntagsarchitekt. Gebaute Träume und Sehnsüchte; Deutsches Architekturmuseum (DAM), Frankfurt; Stiftung Schleswig-Holsteinische Landesmuseen, Schloss Gottorf; Kunstforum der Bausparkasse Schwäbisch Hall AG, Schwäbisch Hall; Städtische Museen Zwickau, Kunstsammlungen, Zwickau
- Exposição Itinerante 2006/07: Japão, Restos de um Ideal. As Visões e Práticas de HUNDERTWASSER, Museu Nacional de Arte Moderna, Kyoto; Musee d`art Mercian Karuizawa; Museu Mitsukoshi, Tóquio; Museu Shimonoseki, Yamaguchi
- A Arte de Friedensreich Hundertwasser. A Magical Eccentric, Szépmüvészeti Museum, Budapest, 2007/2008
- Hundertwasser. La raccolta dei sogni, Art Forum Würth, Capena near Rome, 2008
- Hundertwasser - Jüdische Aspekte, Jüdisches Museum Rendsburg, Julius-Magnus Haus, Rendsburg, Alemanha, 2008
- Hundertwasser. In Harmonie mit der Natur, Minoritenkloster, Tulln, Áustria, 2008
- „Den Cherub betören“. Friedensreich Hundertwasser und die Sehnsucht des Menschen nach dem Paradies, Christuskirche em Mainz e Landesmuseum Mainz, Alemanha, 2008
- Musee d'Unterlinden, Colmar, França, 2008
- The Yet Unknown Hundertwasser, KunstHausWien, Viena, 2008/2009
- Olhares sobre os Direitos Humanos e Meio Ambiente - Hundertwasser e Mello, Caixa Cultural Brasília e Salvador, Brasil, 2009
- HUNDERTWASSE R. Symbiose von Technik, Ökologie und Kunst. Die Wiedergutmachung an Industriegebäuden, Fernwärme Wien, Viena, 2009
- Hundertwasser-Pfad durch die Fernwärme Wien, Viena, 2009
- HUNDERTWASSER 2010 EM SEUL, Centro de Artes de Seul - Museu de Design, Seul, Coréia, 2010/2011
- Hundertwasser - A Arte do Caminho Verde, exposição de aniversário de 20 anos do KunstHausWien, KunstHausWien, Áustria, 2011
- Hundertwasser - Le Rêve de la couleur, Centre de la Vieille Charité, Marselha, França, 2012
- Friedensreich Hundertwasser: Against the Grain. Works 1949–1970. Kunsthalle Bremen, Alemanha, 2012/2013
- Hundertwasser - Japão e a vanguarda. Österreichische Galerie Belvedere, Unteres Belvedere / Orangerie, Viena, 2013
- Dans la peau de Hundertwasser, Museé en Herbe, Paris, 2014
- HUNDERTWASSER: DE RECHTE LIJN IS GODDELOOS, Cobra Museum voor Moderne Kunst, Amstelveen, Holanda, 2013/2014
- Hundertwasser, Museu Arken, Ishøj, Dinamarca, 2014
- Friedensreich Hundertwasser - Die Ernte der Träume, Sammlung Würth, Forum Würth Arlesheim, Suíça, 2017
- Hundertwasser - Lebenslinien, Osthaus Museum Hagen, Hagen, Alemanha, 2015
- Hundertwasser. Schön & Gut, Buchheim Museum, Bernried, Alemanha, 2016/2017
- Hundertwasser - The green city, Sejong Museum of Art, Seul, Coreia, 2016/2017
- Hundertwasser - En route pour le bonheur !, Musée de Millau et de Grands Causses, Millau, Frankreich, 2018

## Coleções
- Akademie der bildenden Künste, Gemäldegalerie, Viena, Áustria
- Akademie der bildenden Künste, Kupferstichkabinett, Viena, Áustria
- Albertina, Viena, Áustria
- Albertina, Viena - Sammlung Essl
- Albertina, Viena - Sammlung Batliner
- Artothek des Bundes, Viena, Áustria
- Austriaische Galerie Belvedere, Viena, Áustria
- Museu Belvedere, Áustria.
- Museu do Brooklyn, Nova York, EUA
- Centro Nacional de Arte e Cultura Georges Pompidou, Paris, França
- Museu de Arte de Cincinnati, EUA
- Erzbischöfliches Dom- und Diözesanmuseum, Viena, Áustria
- Hamburger Kunsthalle, Alemanha
- Henie-Onstad Kunstsenter, Høvikodden, Noruega
- Herbert Liaunig Privatstiftung, Áustria
- Fundação Hilti, Liechtenstein
- Museu de Arte da Cidade de Iwaki, Japão
- Museu de Arte Moderna KUNSTEN Aalborg, Dinamarca
- Kunsthalle Bremen, Alemanha
- KunstHausWien, Museum Hundertwasser, Viena, Áustria
- KunstHausVienna, Museum Hundertwasser, Viena, Áustria
- Kupferstichkabinett, Staatliche Museen zu Berlin - Preußischer Kulturbesitz, Alemanha
- Museu de Arte Moderna de Louisiana, Humlebaek, Dinamarca
- MAK - Museum für angewandte Kunst, Viena, Áustria
- McMaster Museum of Art, McMaster University, Hamilton, Canadá
- Mishkan Le'Omanut, Museu de Arte, Ein-Harod, Israel
- MUMOK - Museu Moderner Kunst Stiftung Ludwig Wien, Viena, Áustria
- Muscarelle Museum of Art, Williamsburg, Virginia, EUA
- Musée d'Art moderne, Troyes, França
- Museo de Arte Contemporáneo, Santiago do Chile
- Museo del Novecento, Collezione Boschi di Stefano, Milão, Itália
- Museo Thyssen-Bornemisza, Madrid, Espanha
- Museu de Arte Contemporânea da USP, São Paulo, Brasil
- Museum der Moderne - Rupertinum, Salzburg, Áustria
- Museum für Kunst und Gewerbe, Hamburgo, Alemanha
- Museu de Arte Moderna de Nova York
- Museumslandschaft Hessen Kassel, Museum Schloss Wilhelmshöhe, Graphische Sammlung, Alemanha
- muzej moderne i suvremene umjetnosti - museu de arte moderna e contemporânea, Rijeka, Croácia
- Museu de Arte da Cidade de Nagoya, Japão
- Galeria Nacional de Arte, Washington
- Nationalgalerie Prag / Narodni galerie v Praze, República Tcheca
- Ny Carlsberg Glyptotek, Kopenhagen, Dinamarca
- Ohara Museum of Art, Okayama, Japão
- Osthaus Museum Hagen, Alemanha
- Coleção Peggy Guggenheim, Veneza, Itália
- Pinakothek der Moderne, Munique, Alemanha
- Saint Louis University, EUA
- Sammlung Würth, Künzelsau, Alemanha
- Museu de Arte de San Diego, EUA
- Museu de Arte Moderna de São Francisco, EUA
- Museu Solomon R. Guggenheim, Nova York, EUA
- Spencer Museum of Art, Lawrence, EUA
- Sprengel Museum Hannover, Hanover, Alemanha
- Statens Museum for Kunst, Copenhagen, Dinamarca
- Stedelijk Museum Amsterdam, Holanda
- Städtische Kunsthalle Mannheim, Alemanha
- Museu de Arte da Cidade de Takamatsu, Japão
- Coleção Gerard L. Cafesjian, Yerevan, Armênia
- Museu de Arte Heckscher, Huntington, EUA
- The Museum of Modern Art, Nova York, EUA
- O Museu Nelson-Atkins de Arte, Kansas City, EUA
- Museu de Arte Moderna da Prefeitura de Niigata, Japão
- Museu de Wien, Viena, Áustria

## Galeria
Friedensreich Hundertwasser desenhou 37 construções, entre outros:

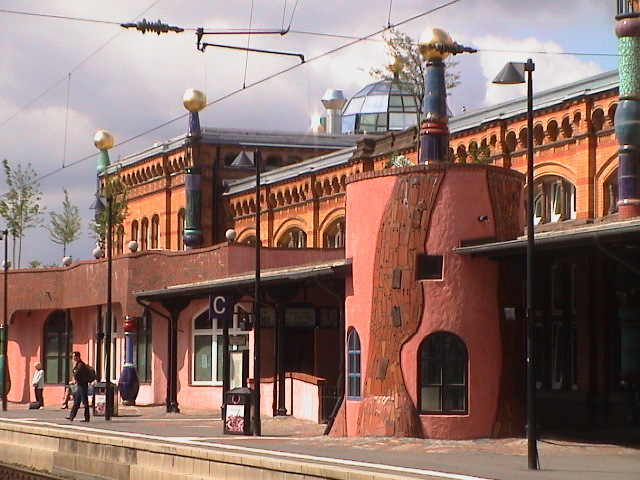
Estação ferroviária em Uelzen
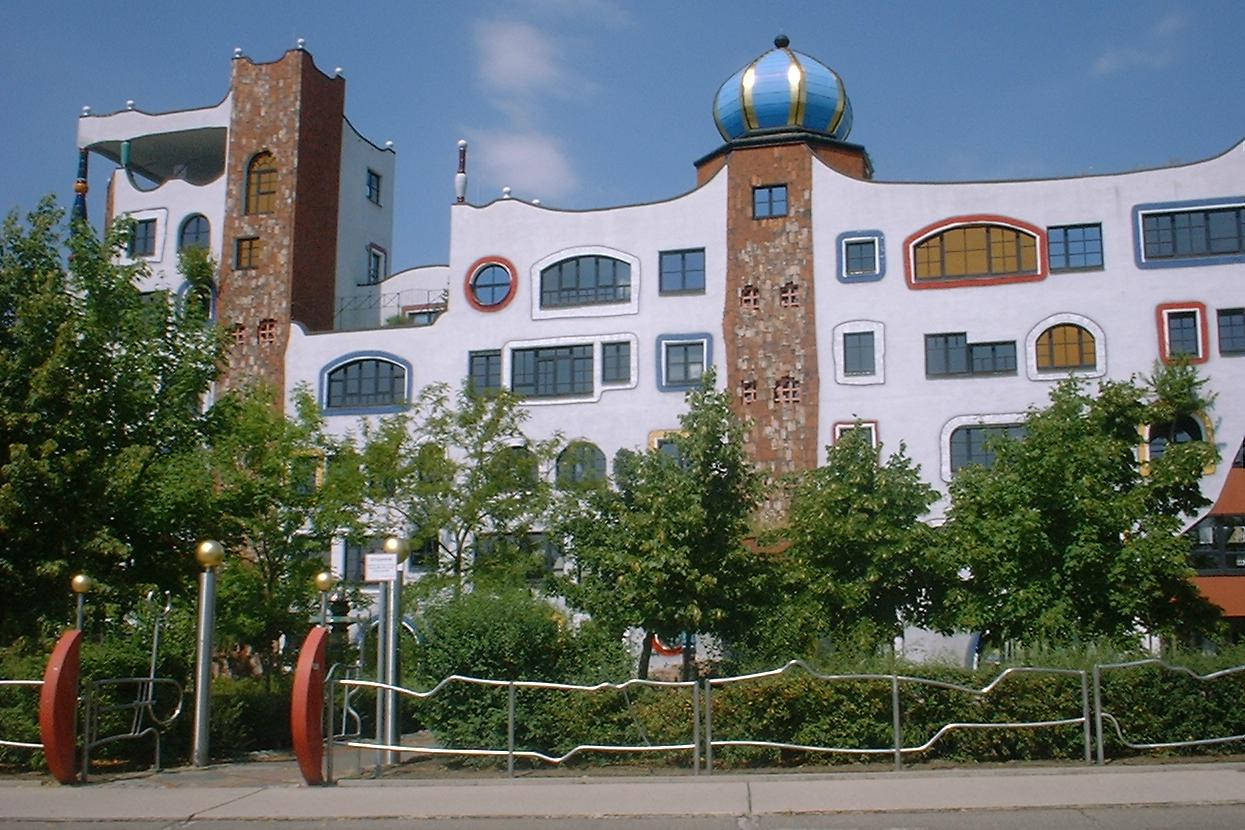
Escola em Lutherstadt Wittenberg
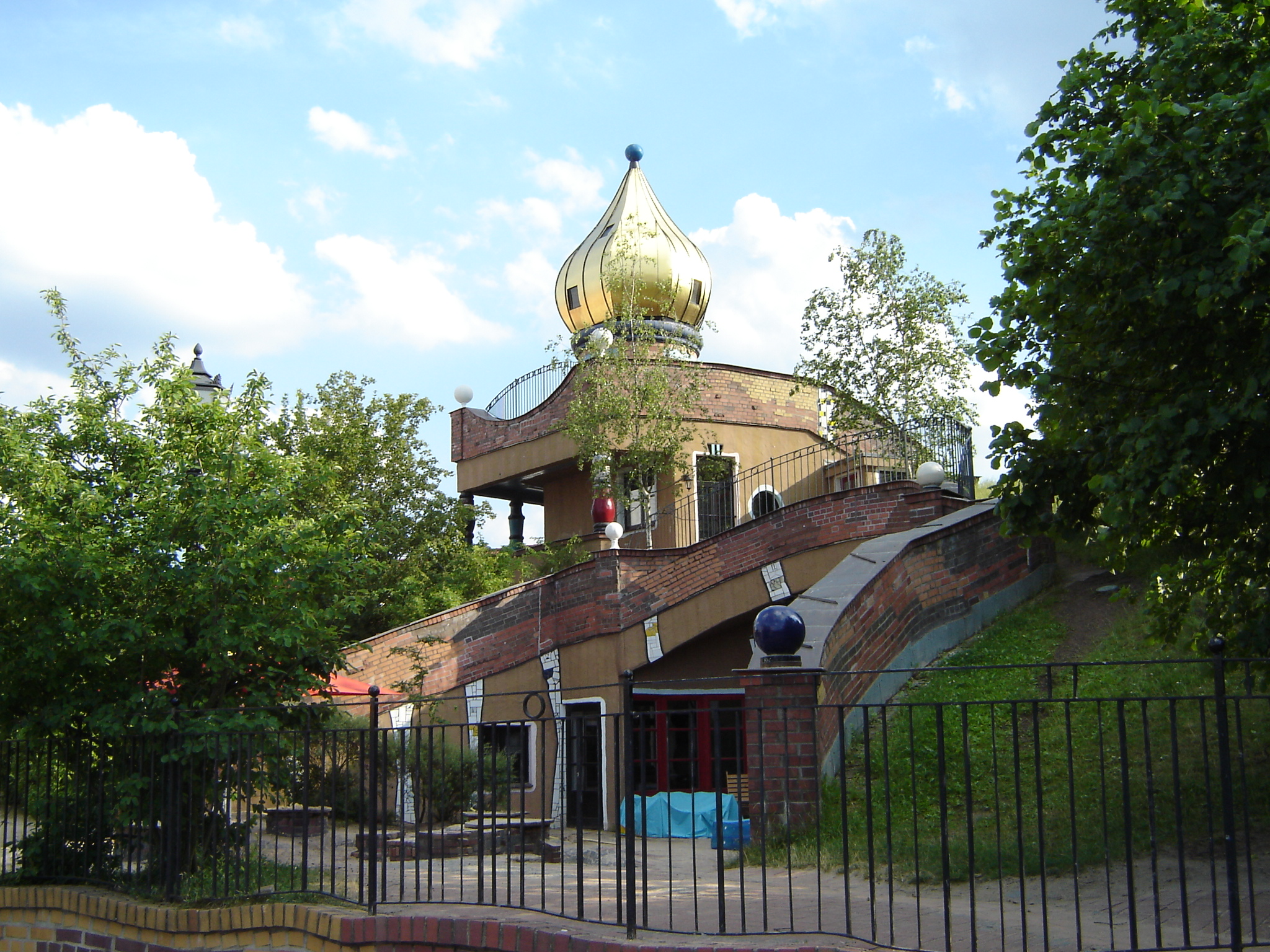
Jardim de infância em Frankfurt am Main
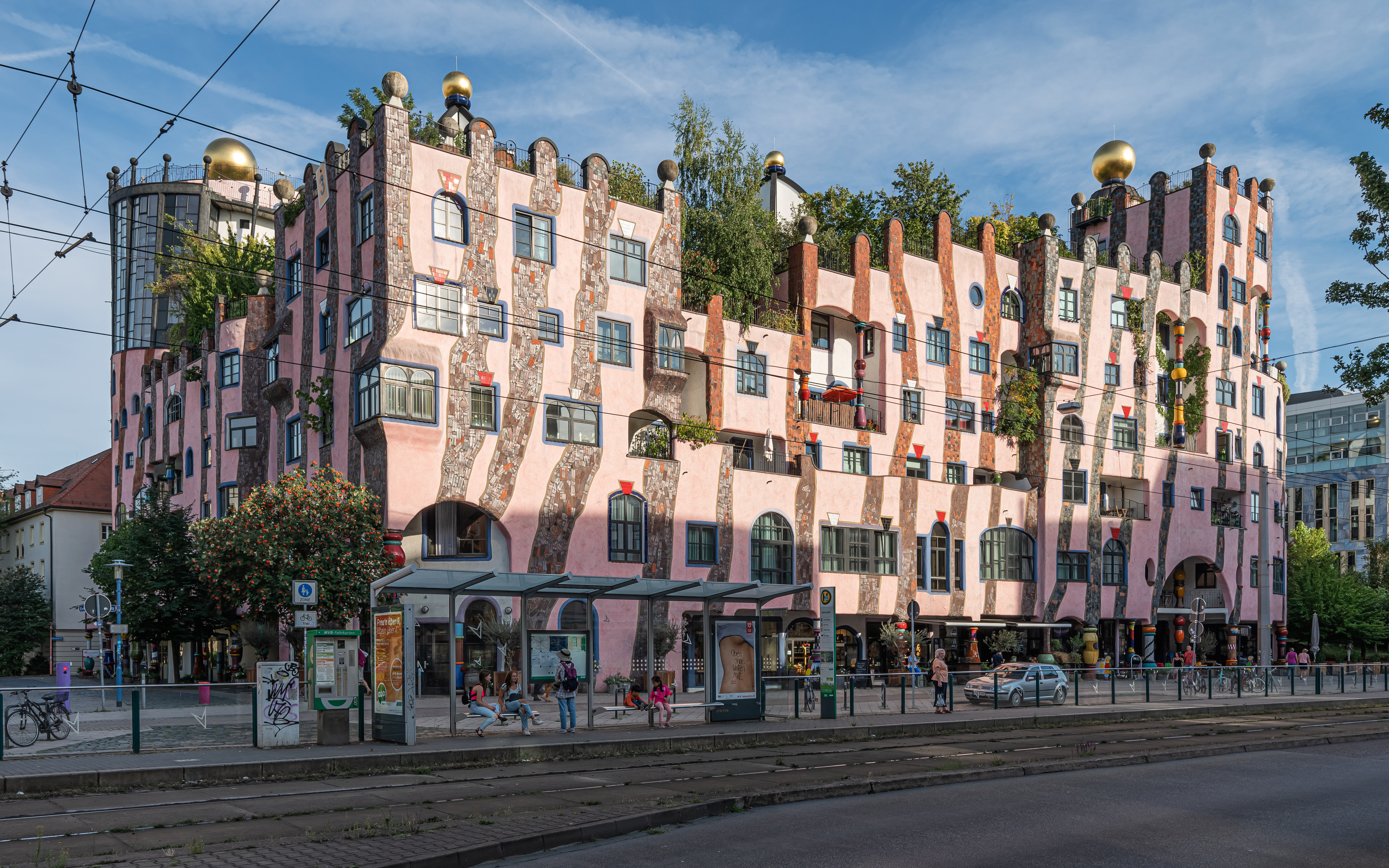
Casa de Hundertwasser em Magdeburgo na Alemanha
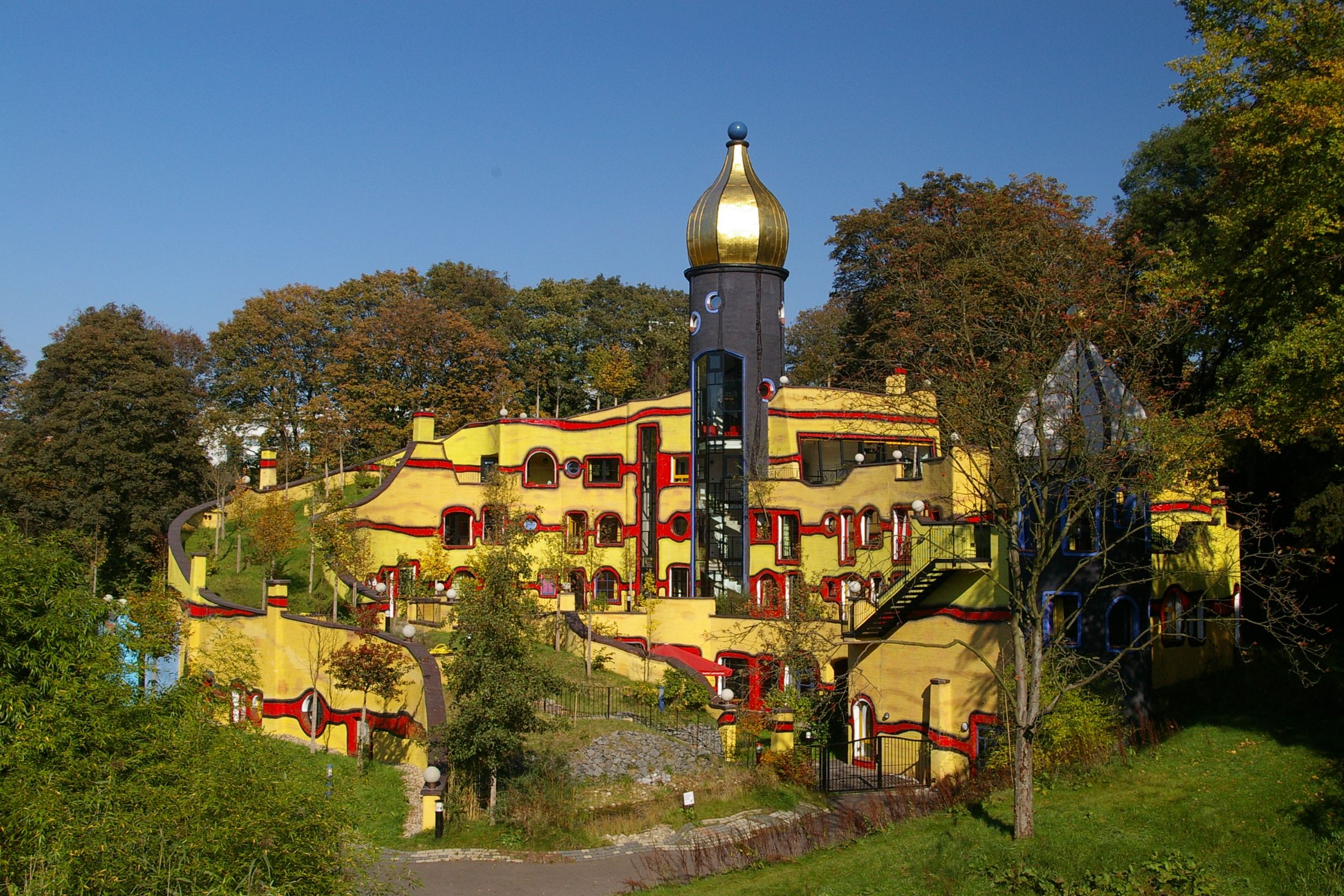
Casa de Ronald McDonald em Essen
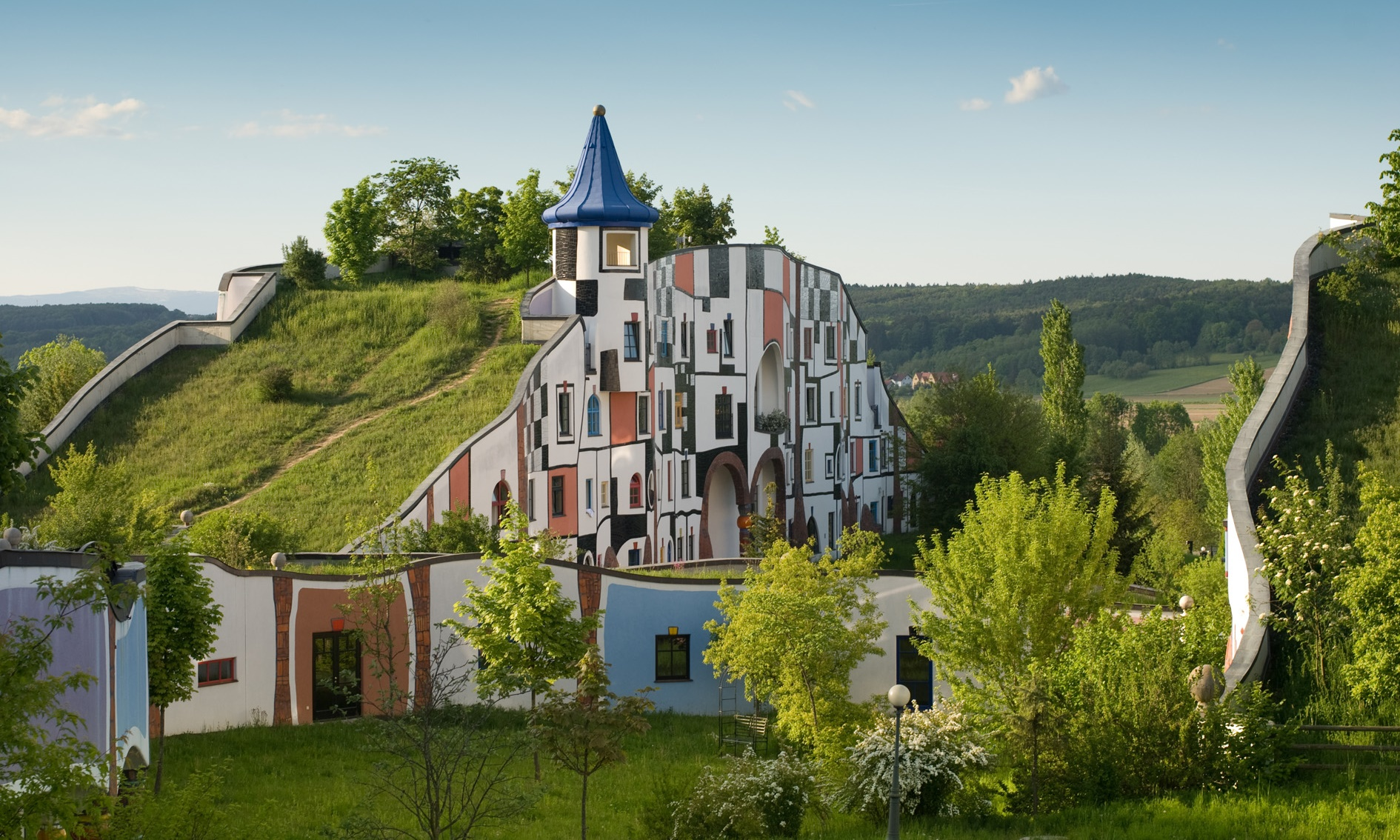
Hotel Rogner Bad Blumau em Bad Blumau na Áustria